# Landkreis Sanok

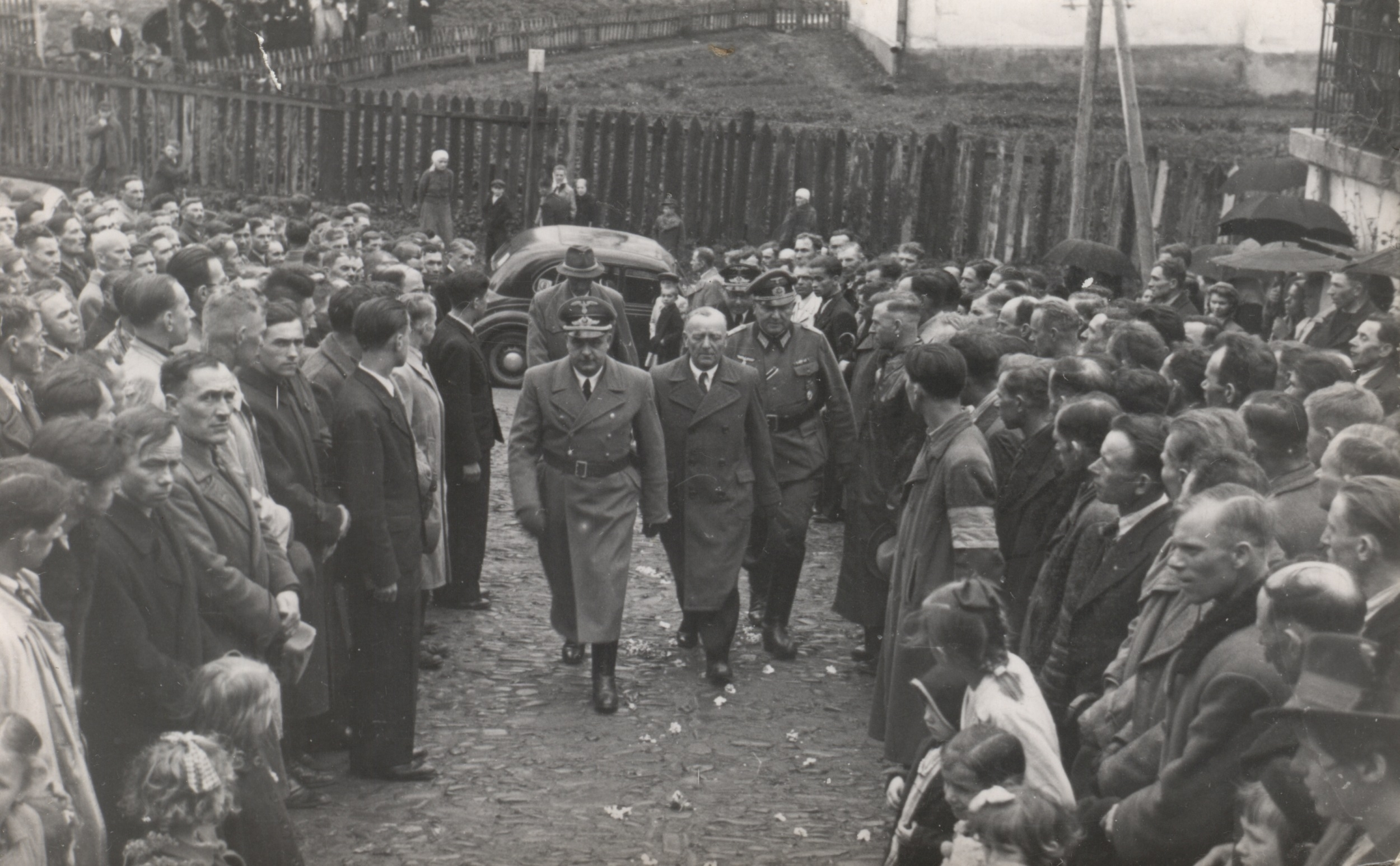
Johann Anton Hoffstetter, Sanok, 1943

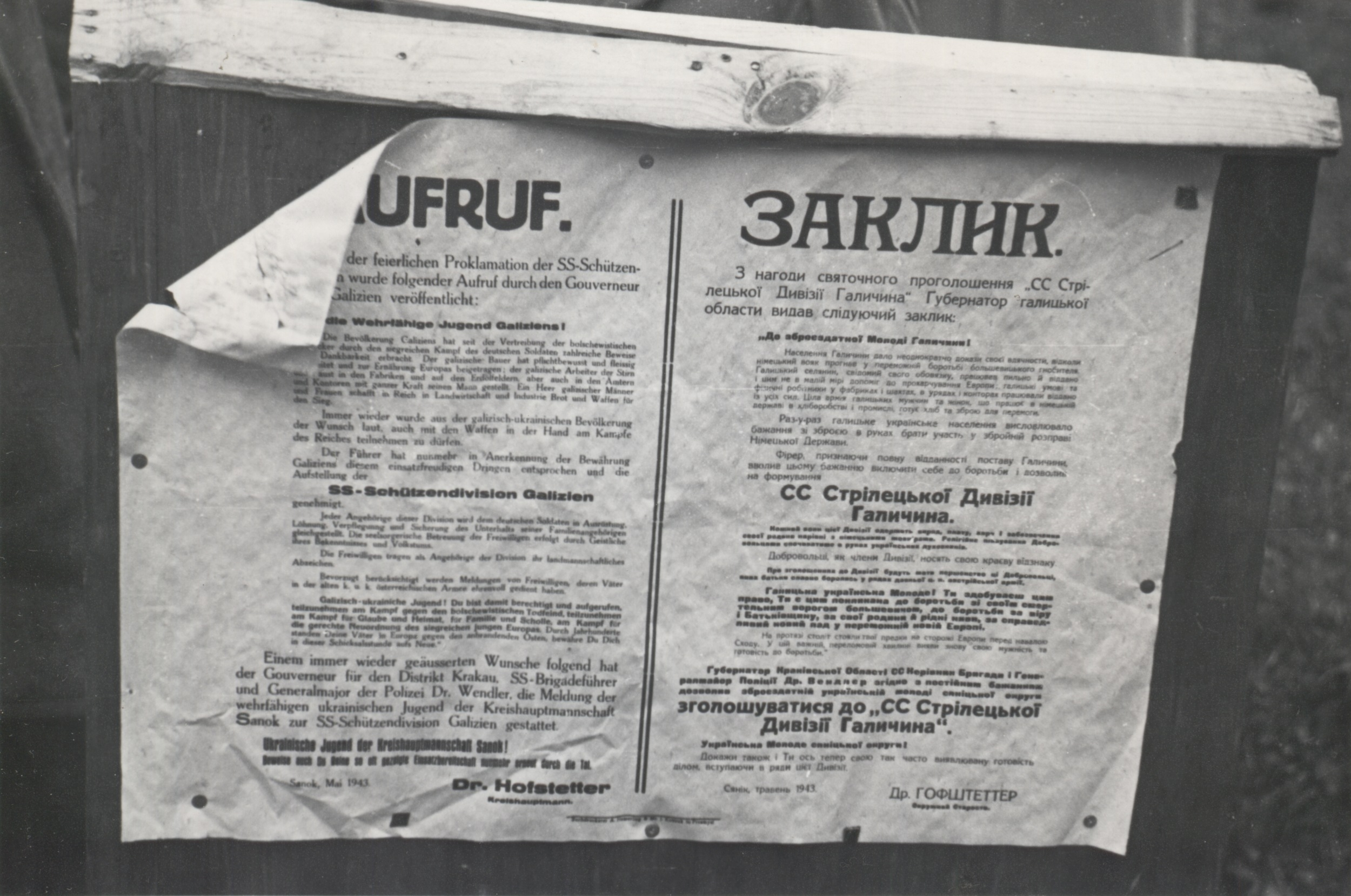
Aufruf des Kreishauptmanns Hoffstetter in die SS-Galizien einzutreten. (Sanok Mai 1943)

Die ersten ukrainischen Freiwilligen bei der SS-Galizien marschierten im Mai 1943 in Sanok vor dem Gerichtsgebäude auf, um ihre Truppenfahne zu empfangen.

Landkreis Sanok war während des Zweiten Weltkrieges der Name einer deutschen Verwaltungseinheit im besetzten Polen (1939–45). Der Landkreis Sanok hatte eine Fläche von etwa 2585,6 km² und im Jahre 1941 245.704 mehrheitlich polnische, aber auch ukrainische Einwohner. Sitz des Landratsamtes wurde die Kreisstadt Sanok. Mit dem Einmarsch der Roten Armee am 10. August 1944 endete die Besetzung.

## Vorgeschichte (1772 bis 1918)
Das Gebiet um die ostpolnische Stadt Sanok gehörte nach der Ersten Teilung Polens von 1772 bis 1918 zum Kreis Sanok in der österreichischen Provinz Galizien.

## Verwaltungsgeschichte
Zu Beginn des Zweiten Weltkrieges besetzten deutsche Truppen den ostpolnischen Powiat Sanocki, die Kreisstadt Sanok wurde am 10. September 1939 eingenommen. Am 26. Oktober 1939 wurde der Powiat unter der Bezeichnung Landkreis Sanok an das Generalgouvernement angeschlossen, was als einseitiger Akt der Gewalt völkerrechtlich aber unwirksam war. Der Landkreis wurde Teil des Distrikt Krakau im Generalgouvernement.

### Kreishauptleute
- Kreishauptmann – Albert Schaar (Regierungsrat), 18. September 1941 bis 15. Juli 1942.
- Kreishauptmann – Hans Claß (Regierungsrat), 9. August 1942 bis Ende 1942.
- Kreishauptmann – Anton Hoffstetter (Regierungsrat), Ende 1942 bis Juli 1944.

### Stadtkommissare
- Erich Märkl (junior) – 1940
- Josef Märkl (senior) – 1940
- Johan Lazor – bis 10. August 1944

## Landgemeinden
| - Bukowsko - Baligród - Cisna - Czarna - Hoczew - Lutowiska - Łobozew - Łukowe - Sanok - Komańcza - Mrzygłód | - Olszanica - Polana - Ropienka - Stuposiany - Szczawne - Wola Michowa - Wołkowyja - Zagórz - Zatwarnica - Zarszyn |